# Go (группа)
Go (известна также как Stomu Yamashta’s Go) — рок-группа, созданная в 1976 году японским музыкантом Стому Ямашта (яп.ː 山下勉, англ.ː Stomu Yamashta).
В первоначальный состав группы, кроме самого Ямашта (который играл на клавишных и других инструментах) вошли ещё четыре музыкантаː Стив Уинвуд (вокал и клавишные), Ал Ди Меола (гитара), Клаус Шульце (синтезаторы), Майкл Шрив (ударные). Группа выпустила два студийных альбома (в 1976 и 1977 годах) и один концертный альбом, записанный в 1976 году во время концерта в Париже.
Музыкальные критики высоко оценили эти альбомы группы. Например, рецензия критика Линдси Планера на первый альбом группы содержит такой пассажː «… концептуальный альбом в прямом смысле этого слова, сочетающий поп/рок с оттенками джаза и элементами классики, соединённых центральным мотивом космических путешествий… Каждая сторона оригинального LP содержит полный набор взаимосвязанной и непрерывной музыки. Запоминающаяся и задумчивая „Crossing the Line“ напоминает прог-рокеров Alan Parsons Project или претенциозный Pink Floyd [читай: все, что было после Meddle (1971)]. Наполненный эхом вокал Уинвуда придаёт ему почти ощутимое и неудобное качество, идеально подходящее для суровой обстановки, которая находится в нескольких световых годах от композиций, подобных „Sea of Joy“ или „Gimmie Some Lovin’“, но при этом удивительно похожа на „No Time to Live“ с одноимённого альбома группы Traffic…».
Не менее восторженной рецензии был удостоен и концертный альбом Go Live from Paris.

## Дискография
- Go (1976, студийный)
- Go Too (1977, студийный)
- Go Live from Paris (1976, концертный)

## Состав
- Стому Ямашта — Go, Go Too, Live from Paris
- Стив Уинвуд — Go, Live from Paris
- Ал Ди Меола — Go, Go Too, Live from Paris
- Клаус Шульце — Go, Go Too, Live from Paris
- Майкл Шрив — Go, Go Too, Live from Paris

включая приглашенных музыкантовː
- Берни Холланд — Go
- «Брат» Джеймс — Go Too, Live from Paris
- Крис Уэст — Go
- Хисако Ямасита — Go
- Джулиан Марвин — Go
- Джером Римсон — Live from Paris
- Карен Фридман — Live from Paris
- Дони Харви — Go Too
- Джесс Роден — Go Too
- Леннокс Лэнгтон — Go
- Линда Льюис — Go Too
- Лиза Страйк — Go Too
- Дорин Чантер — Go Too
- Пэт Тралл — Go, Go Too
- Пол Джексон — Go Too
- Джон Робинсон — Go Too
- Роско Джи — Go